# Valle d'Aosta Fromadzo
Valle d'Aosta Fromadzo es un queso italiano con denominación de origen protegida por el Reglamento CE n.º 1263/96 y denominazione di origine italiana desde 1995. También puede encontrarse escrito como «Vallée d’Aoste Fromadzo». La zona de procedencia de la leche destinada a la transformación del queso comprende todo el territorio de la región del Valle de Aosta. 

## Elaboración
Es un queso de leche de vaca que proviene al menos de dos ordeños, a la que finalmente pueden añadirse porcentajes mínimos de leche de cabra. La alimentación de las vacas debe estar constituida principalmente por forraje local, fresco o hecho heno. Para el queso de tipología semi-grasa la leche se deja reposar en relación con las condiciones ambientales por un periodo variable de 12 a 24 hora. Para el queso de bajo contenido en grasas se deja reposar, siempre en relación con las condiciones ambientales, por un periodo variable de 24 a 36 horas. La leche se coagula después a una temperatura de 34-36 °C con cuajo natural. Madura en bodegas húmedas a una temperatura de 10-15 °C durante un tiempo que va de los 60 días a los 14 meses. El queso puede aromatizarse mediante el añadido en la elaboración de semillas o fragmentos de plantas aromáticas.

## Características
Tiene forma de cilindro, de color pajizo con tintes rojizos. La pasta es compacta, con pequeños ojos dispersos. Presenta un aroma agradable de leche, con el olor particular de las hierbas de montaña especialmente si se produce durante el verano. El sabor es característico, fragante; cuando es fresco, resulta semidulce. Cuando está más curado, es ligeramente salado y algo picante.